# Recoules-d'Aubrac
 Recoules-d'Aubrac  es una población y comuna francesa, situada en la región de Languedoc-Rosellón, departamento de Lozère, en el distrito de Mende y cantón de Nasbinals.

## Demografía
| 337 | 300 | 301 | 281 | 284 | 272 |
| Para los censos de 1962 a 1999 la población legal corresponde a la población sin duplicidades (Fuente: INSEE [Consultar]) |     |     |     |     |     |